# Sabrina Labiod
Sabrina Labiod, née le 17 juin 1986 à Toulouse, est une footballeuse internationale algérienne  évoluant au poste de milieu de terrain,.

## Biographie

### Carrière en sélection
Labiod a été sélectionnée en équipe nationale de l'Algérie à l'occasion du Championnat d'Afrique féminin 2014,,,.

## Statistiques
| Saison    | Equipe     | D1 | D1  | D1 | D2 | D2  | D2 | CdF | CdF | CdF | CE | CE  | CE | CIR | CIR | CIR | D3 | D3  | D3 | DH | DH  | DH |
| Saison    | Equipe     | M  | Tit | B  | M  | Tit | B  | M   | Tit | B   | M  | Tit | B  | M   | Tit | B   | M  | Tit | B  | M  | Tit | B  |
| --------- | ---------- | -- | --- | -- | -- | --- | -- | --- | --- | --- | -- | --- | -- | --- | --- | --- | -- | --- | -- | -- | --- | -- |
| 2000-2001 | Toulouse B |    |     |    |    |     |    |     |     |     |    |     |    |     |     |     |    |     |    |    |     |    |
| 2001-2002 | Toulouse   |    |     |    |    |     |    |     |     |     | 2  | 0   | 0  |     |     |     |    |     |    |    |     |    |
| 2002-2003 | Toulouse   |    |     |    |    |     |    |     |     |     | 4  | 3   | 0  |     |     |     |    |     |    |    |     |    |
| 2003-2004 | Toulouse B |    |     |    |    |     |    |     |     |     |    |     |    |     |     |     |    |     |    |    |     |    |
| 2004-2005 | Toulouse B |    |     |    |    |     |    |     |     |     |    |     |    |     |     |     |    |     |    |    |     |    |
| 2006-2007 | Toulouse   | 3  | 0   | 0  |    |     |    |     |     |     |    |     |    |     |     |     |    |     |    |    |     |    |
| 2012-2013 | Toulouse B | 1  | 0   | 0  |    |     |    |     |     |     |    |     |    |     |     |     |    |     |    |    |     |    |
| 2013-2014 | Toulouse   |    |     |    | 22 | 19  | 5  |     |     |     |    |     |    |     |     |     |    |     |    |    |     |    |
| 2014-2015 | Muret      |    |     |    | 11 | 11  | 0  | 2   | 1   | 2   |    |     |    |     |     |     |    |     |    |    |     |    |